# 虞授
虞授（？—279年），字承卿，三国末期吴国军事人物、史学家、经学家。会稽郡余姚縣人（今属浙江慈溪余姚一带）。

## 生平
出自门阀氏族会稽虞氏。年少的时候，嗜读經史，负有壮志。因文武材幹，舉為奏曹。歴仕廣州刺史，又称广州都督。在平安的年代，却常以死節自勵。
天纪三年（279年），死于郭马之乱。是三国晚期易学集大成的学者，时人称“不读经，视虞生”。

## 後代
- 虞基，右軍將軍府司馬
  - 虞球，字和琳，官至黃門侍郎[5]